# Янгантау (село)
Янгантау (баш. Янғантау) — село в Салаватском районе Башкортостана, административный центр Янгантауского сельсовета. Согласно переписи 2020 года население составляло 962 человека.

## География
Село находится на правом берегу реки Юрюзань.

### Географическое положение
Расстояние до:
- районного центра (Малояз): 17 км,
- ближайшей ж/д станции (Кропачёво): 46 км.

## Этимология
Название поселения произошло от одноименной горы Янгантау, которое имеет тюркское происхождение и переводится как горелая гора.

## История
10 сентября 2007 года селу санатория «Янгантау» присвоено наименование Янгантау.

## Население
| 2002 | 2009  | 2010  |
| ---- | ----- | ----- |
| 1086 | ↗1134 | ↘1017 |

## Улицы
| - ул. Лесная, - ул. Салавата Юлаева, | - ул. Центральная, - ул. Школьная. |

## Религия
В селе есть мечеть «Ямал», построенная на средства отдыхающих и сотрудников санатория Янган-Тау.

## Достопримечательности
- Янган-Тау — низкогорный, многопрофильный бальнеологический курорт[8][9][10].